# Place Saint-Jean (Lyon)
Pour les articles homonymes, voir Place Saint-Jean.
La place Saint-Jean est une place pavée semi-piétonne du 5e arrondissement de Lyon.

## Situation et accès
La place Saint-Jean constitue le mamelon centre du quartier Saint-Jean, et plus généralement de tout le quartier du Vieux Lyon. Elle constitue le parvis de l'église primatiale Saint-Jean. Au nord en est issue la rue Saint-Jean, principale artère piétonne du quartier Renaissance. Elle ne doit pas être confondue avec la 'place neuve Saint-Jean' située plus au nord entre la rue Saint-Jean et la rue du Bœuf.
Ce site est desservi par la station de métro Vieux Lyon - Cathédrale Saint-Jean.
Y passent les lignes:
- Ligne de bus   sur le flanc de la place
- Lignes de bus     sur les quais
- Stations Vélo'v : Saint-Jean (Cathédrale - Funiculaire) - Quai Romain Rolland (Ancien Palais de Justice)
- Navette fluviale Vaporetto

## Origine du nom
Cette place reçut son nom de la Primatiale Saint-Jean qui y est située.

## Historique
C'est la plus ancienne place de Lyon. C'était la principale place du groupe cathédral de Lyon.

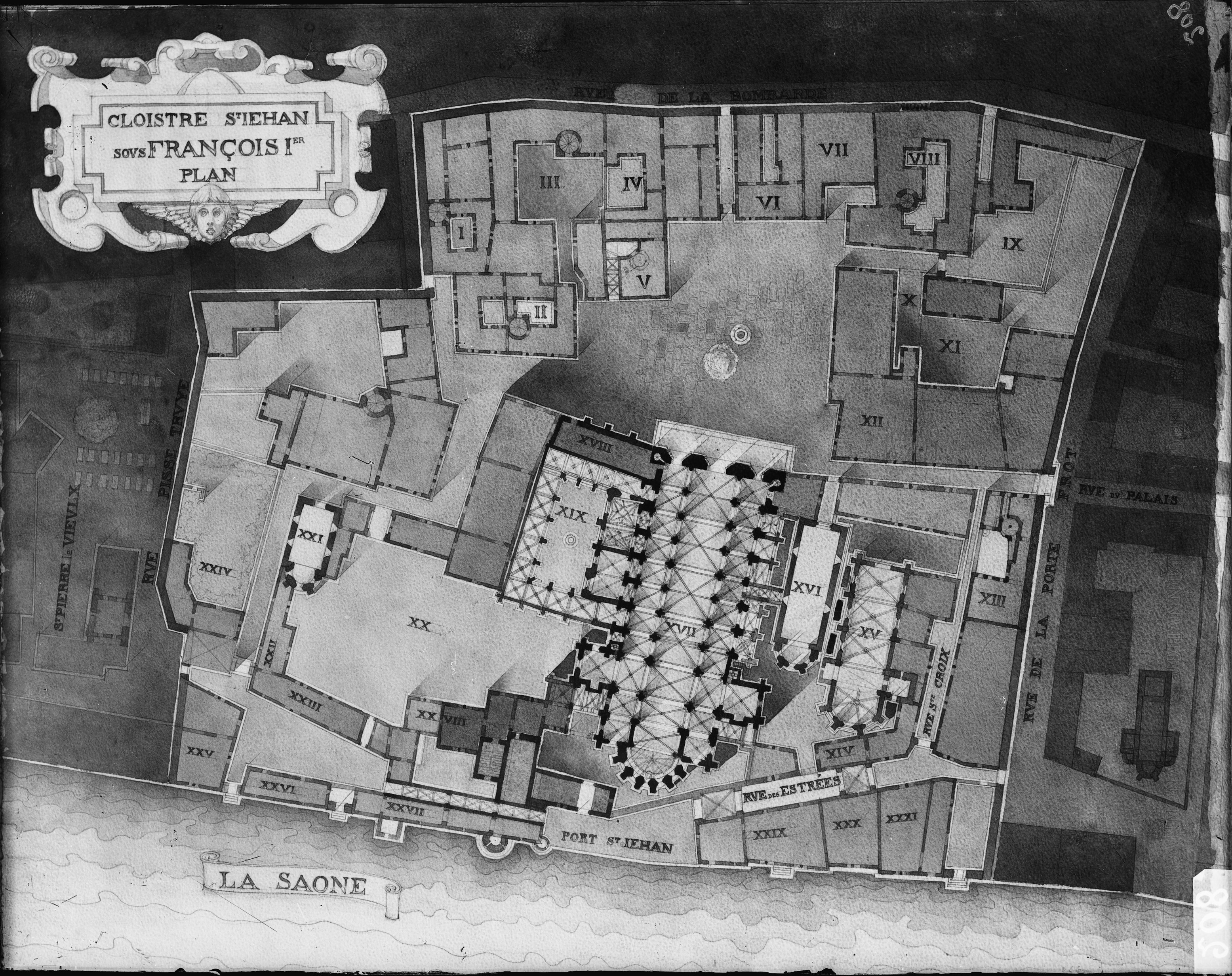
La place au sein du groupe cathédral de Lyon sous François Ier.

Le 10 janvier 1794, la place fut renommée « Place du Temple de la Raison » (ou « Place de la Raison »).
En 1844 une fontaine dessinée par l'architecte lyonnais René Dardel est édifiée au centre de la place. Elle reproduit un petit temple antique dans un style néo-renaissance abritant une sculpture de Saint Jean-Baptiste baptisant le Christ, réalisée par Jean-Marie Bonnassieux.
Dans les années 1850, la rue de la Brèche, reliant la place à la rue Tramassac, est élargie (en jaune sur le plan des améliorations réalisées ou projetées dans le centre de la ville de Lyon). Par la suite, cette rue devait être encore élargie et alignée afin d'ouvrir totalement la place et les façades occidentales et orientales devaient être également alignées. La place aurait alors pris la forme d'un vaste rectangle régulier délimité au nord par la rue Tramassac. La rue des Antonins devait également être élargie. Cette partie du projet (partie orange sur le plan) n'a jamais été réalisée. En 1852 est inauguré sur cette place un marché de gros. Un projet porté dans les années 1930 entreprend même de transplanter cette fonction de commerce de gros à l'ensemble du quartier du Vieux Lyon en faisant table rase des bâtiments préexistants ; ce projet est ajourné puis définitivement enterré par la Seconde Guerre mondiale.

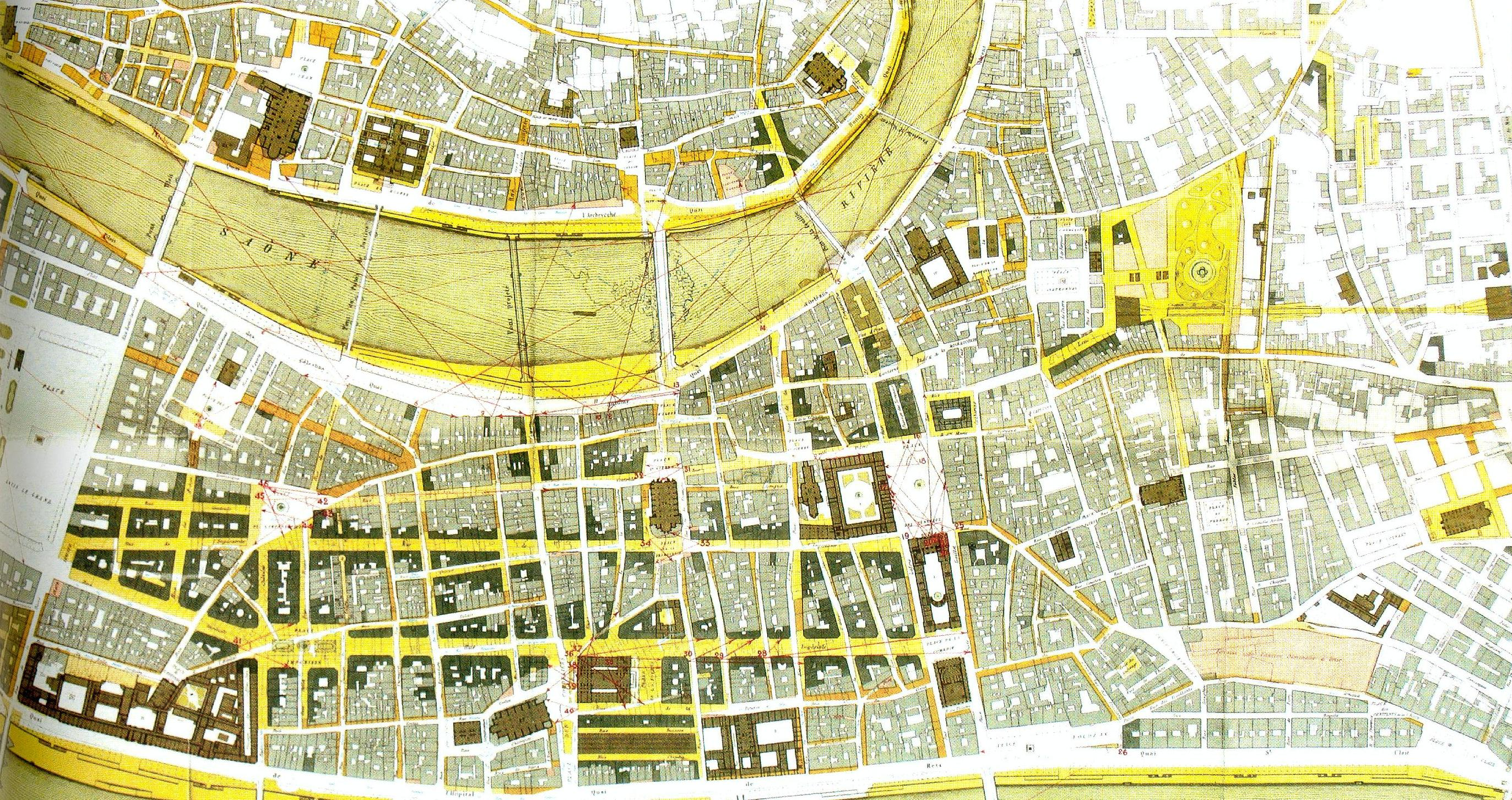
"Plan des améliorations réalisées ou projetées dans le centre de la ville de Lyon" (1863)

## Bâtiments remarquables et lieux de mémoire
- Primatiale Saint-Jean

- Fontaine Saint-Jean, au centre de la place : en plus de sortir de la gueule des lions, l'eau peut passer par une conduite sortant de la coquille de Jean-Baptiste mais cette partie ne fonctionne pas ; la statue en bronze a été tournée d'un quart de tour lors d'un nettoyage au début des années 1980, avant de retrouver son orientation initiale face à la cathédrale en mars 2023[6].

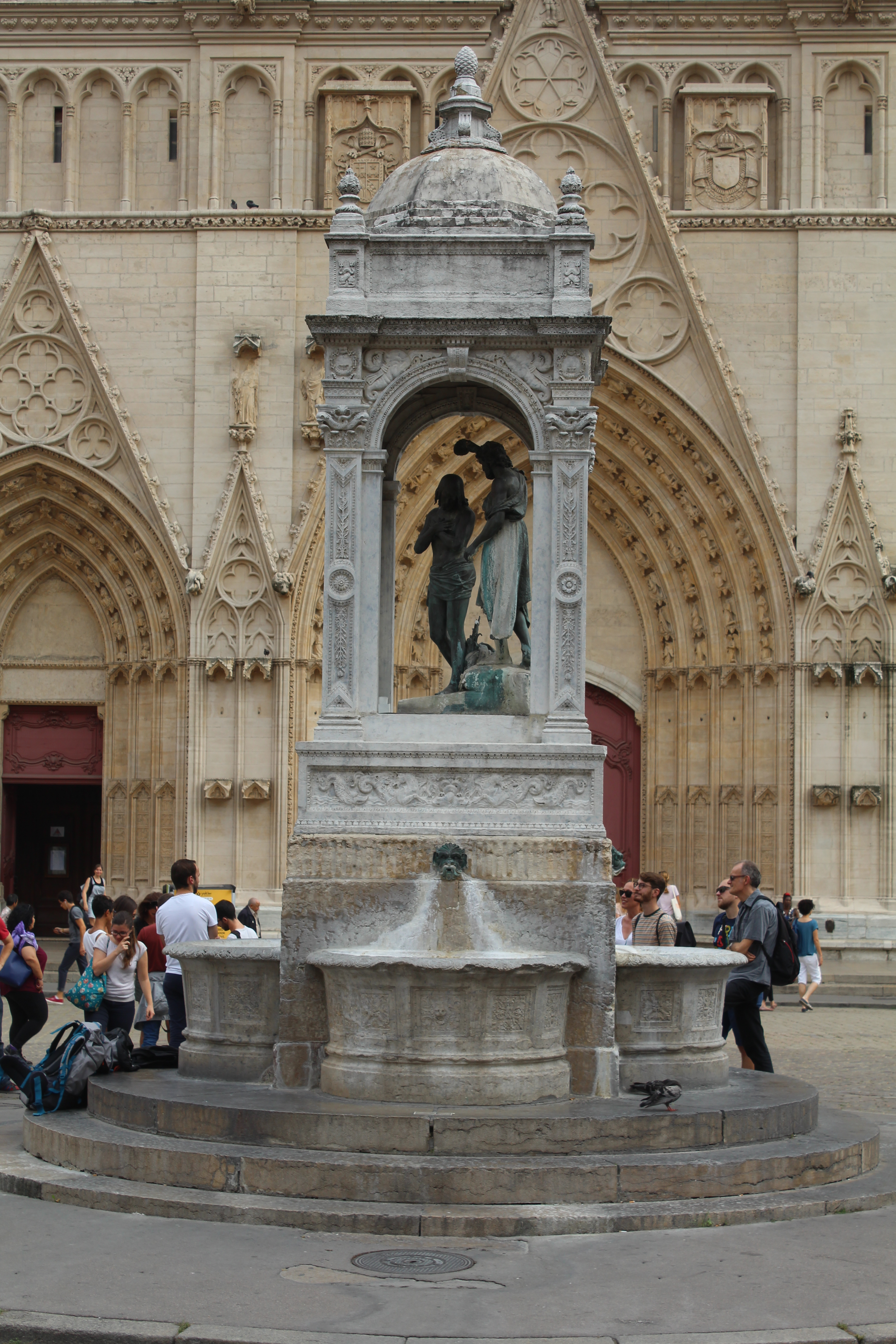
Fontaine entre 1980 et 2023.
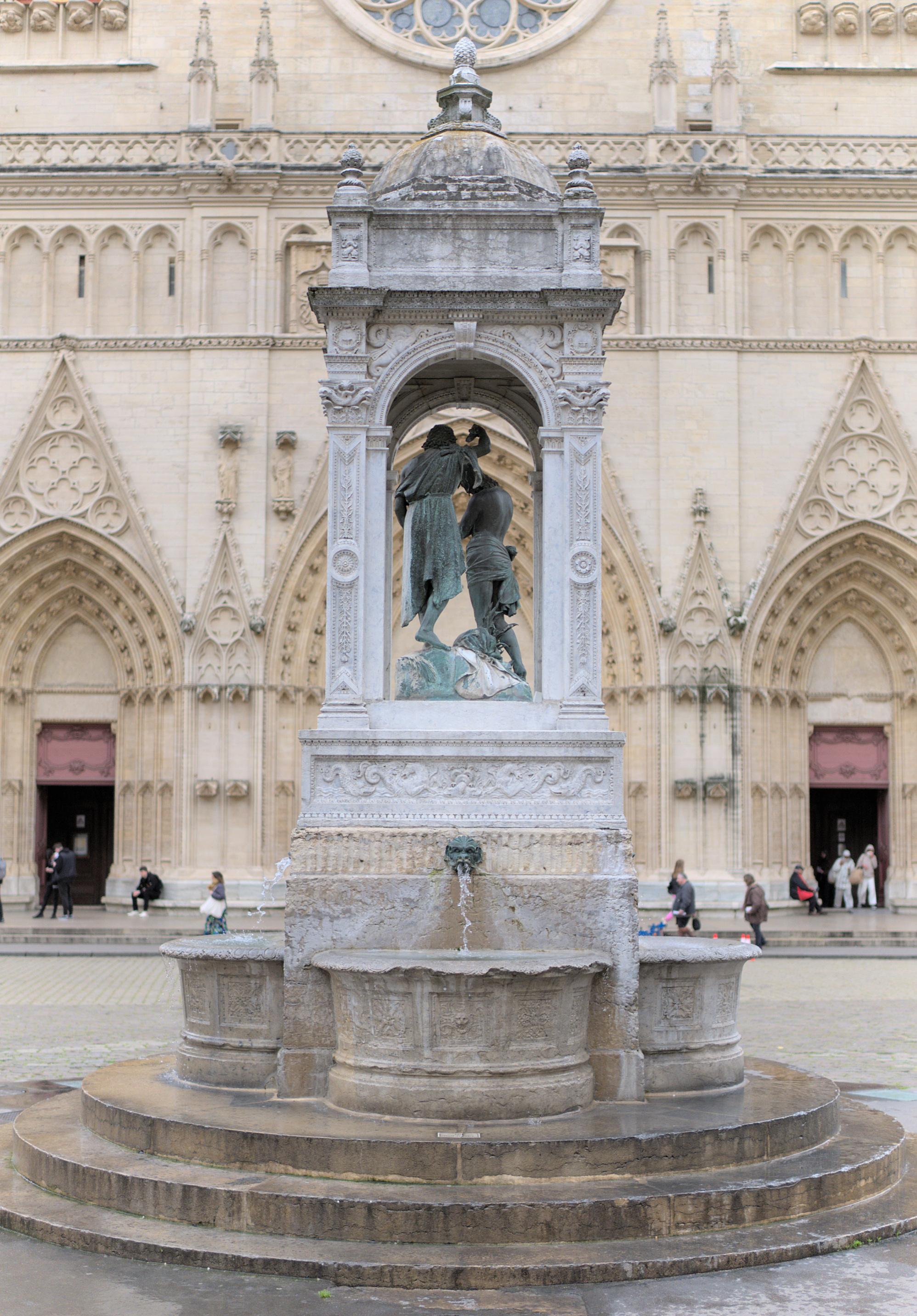
Orientation à partir de mars 2023
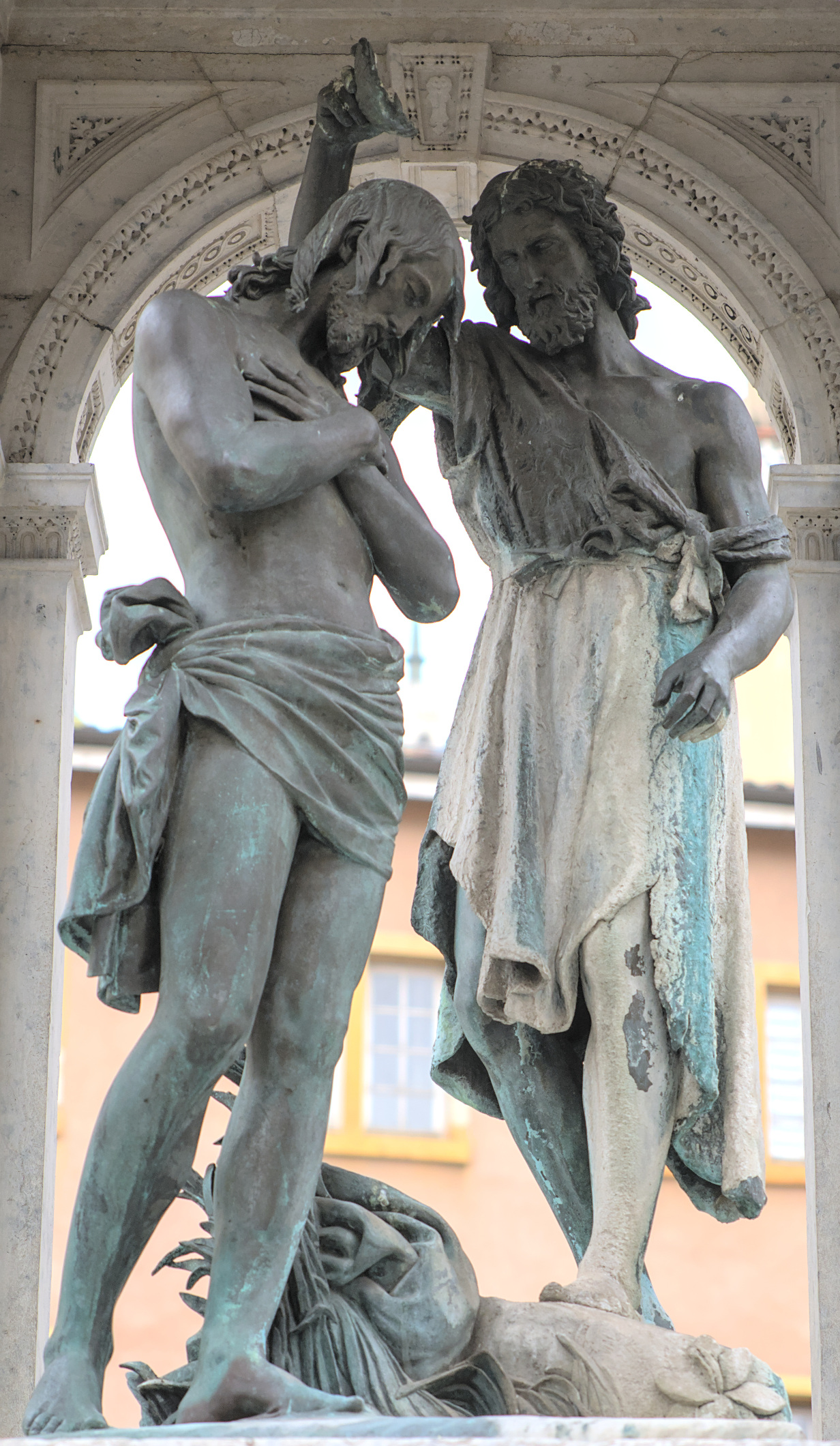
Baptême du Christ